# Бродський Йосип Олександрович
Йосип Олександрович Бродський (рос. Ио́сиф Алекса́ндрович Бро́дский; 24 травня 1940, Ленінград, Російська РФСР, СРСР — 28 січня 1996, Нью-Йорк, США) — російський та американський поет єврейського походження, перекладач, есеїст XX століття, лауреат Нобелівської премії з літератури (1987), поет-лауреат США у 1991—1992 роках. Вірші писав переважно російською мовою, есеїстику — англійською.

## Життєпис

### Ранні роки
Народився в єврейській родині. У юності мріяв стати морським офіцером (за прикладом свого батька, який був учасником війни, дослужився до звання капітана третього рангу, працював у Військово-Морському музеї, однак на початку 50-х років, під час організованої у СРСР антисемітської кампанії, був змушений вийти у відставку і надалі працював журналістом у флотській газеті).
Дослідниками знайдені відомості, що у віці шести років, ще до школи Бродський знав повністю напам'ять поему Олександра Пушкіна «Мідний вершник», захоплювався творчістю італійського поета Данте і мав наміри написати поему на зразок «Божественної комедії».
У віці 15 років спробував вступити до Другого Балтійського училища, де готували підводників, але спроба виявилася невдалою, після чого назавжди покинув школу і влаштувався працювати фрезерувальником на військовий завод. Протягом наступних восьми років змінив декілька професій і занять: був помічником прозектора в обласному морзі, кочегаром, доглядачем маяка, працював у геологічних експедиціях у Якутії, в Середній Азії, на Далекому Сході. Робота в морзі була спробою випробувати себе перед медичним інститутом, але випробування спонукало відмовитися від медицини як майбутнього фаху. У цей час багато читав — від поезії до філософії та релігійної літератури. У ті роки її було досить важко дістати в СРСР, бо країна була войовничо безбожною, а на початку 1960-х років почалися нові руйнування церков, які вціліли до та під час німецько-радянської війни.
Нині прихильниками звороту

«Релігія — опіум для народу»

втямлено, що їм дали свободу —

сучасникам золотої днини.

В цім реєстрі (стилю пересторога)

свобода не вибрати — вельми вбога.

Звичайно той, хто плює на Бога,

плює насамперед на людину.
"Щодо Вихлюпу Молока", січень 1967, 
Перекл. Юрій Буряк
Вірші почав писати приблизно у 18 років, перебуваючи в геологічній експедиції. За пізнішими згадками, першим безпосереднім імпульсом до власної творчості стала публікація в «Літературній газеті» добірки віршів Бориса Слуцького (1919—1986), яка справила надзвичайно сильне враження. Невдовзі почав відвідувати зібрання літературного об'єднання при молодіжній газеті «Зміна», де познайомився з близькими за віком і духом поетами Є. Рейном, О. Кушнером, Г. Горбовським, Д. Бобишевим. У сучасному літературознавстві цих вельми різних за талантом і творчою манерою літераторів називають «ленінградською школою» (на противагу напівофіційним московським «шістдесятникам» — Євгену Євтушенкові, Андрію Вознесенському, Роберту Рождественському).

### «Ахматовські сироти»
Особливо щирі стосунки склалися з Є. Рейном, якого вважав єдиним літературним учителем. У 1961 р. завдяки Є. Рейну познайомився у Комарові з видатною поетесою Анною Ахматовою (1889—1966). У цей період багато писав, перекладав з англійської, польської, чеської мов, які вивчав самотужки.

Четверо поетів з оточення Ахматової (початку 1960 років) пізніше отримали назву «Ахматовські сироти». Вони ніби повторювали четвірку поетів пушкінського оточення. Бродський пригадував:
Кожен з нас повторював чиюсь роль. Рейн був «Пушкіним», «Дельвігом» швидше за все був Бобишев. Найман, з його ядучою тямою, був наче Вяземський. Я, зі своєю меланхолією, ймовірно, грав роль Баратинського.
При цьому Бродський вказав, що вони не самі назвали їх поетичне об'єднання «Ахматовські сироти», а ця назва виникла з вірша Дмитра Бобишева «Всі четверо» — лише після смерті Ахматової у 1966 році.

### Судовий процес
У 1963 р. звільнився з останнього місця роботи та вирішив присвятити себе суто літературній діяльності. Однак у листопаді 1963 року один із тодішніх керівників місцевих «дружинників», відомий як позаштатний агент КДБ, опублікував у газеті «Вечірній Ленінград» фейлетон «Кололітературний трутень» (рос. «Окололитературный трутень»), у якому звинуватив Й. Бродського у неробстві. На той час це було досить серйозне звинувачення: оскільки поет не належав до жодних офіційних письменницьких організацій, за радянськими законами він міг займатися літературною діяльністю тільки «у вільний від основної роботи час».
У лютому 1964 р. був заарештований: спочатку півтора місяця утримувався у психіатричній лікарні для примусового обстеження, а у липні 1964 р. засуджений до 5 років заслання як «нероба» для «примусової праці у віддаленій місцевості». Був відправлений етапом разом із засудженими злочинцями, відбував заслання у селищі Норинська Коноського району Архангельської області.

### На засланні й опісля
Після суду півтора року вимушено перебував у глухому селищі Норинська Архангельської області, де працював робітником у радгоспі, багато писав і, за власним зізнанням, почувався чудово серед дивовижної північної природи, серед простих мешканців російської «глибинки».
Суд привернув увагу діячів культури в СРСР та за кордоном. Звільнити поета від несправедливого покарання просили Анна Ахматова, Костянтин Паустовський, Самуїл Маршак, Корній Чуковський, Дмитро Шостакович, Жан-Поль Сартр та інші. Тож невдовзі влада була змушена помилувати Бродського і дозволити повернутися в рідне місто.
Знов надворі зима. На кордонах — затишшя. Вві сні —

переповненість чимось заміжнім, в’язким обважнінням,

і згори праотець стежить зірко за блиском блешні,

яка марно святкує звитягу над щучим велінням.

Вдар об землю хвостом, і в морозній грудневій імлі

ти побачиш, опріч неприкритого власного страму, —

то півмісяць пливе в запорошеній шибі на склі

над хрестами Москви, як лиха перемога Ісламу.

Куполів, як голів, та й шпилів — наче задраних ніг.

Як за смертним порогом, де зустріч навзаєм призначим,

де до біса кумирень, градирень, жертовників, кірх,

синагог, де і ти — зі своїм мінаретом стоячим.

Не купись на басах, не зірвись на глухій фістулі.

Як не владу лиху, то самих ми себе переборем.

Тож застібуй пащеку ікласту. Коли ж бо лежать на столі,

то хіба не все ’дно, чи гаком помилитись, чи морем.
"Знов надворі зима", 1967—1970, 
Перекл. Юрій Буряк
Через позбавлення можливості публікувати свої твори, в СРСР надрукував лише чотири вірші та кілька перекладів. При цьому публікувався в США: у 1965 р. побачила світ збірка «Вірші та поеми», а в 1970-му — «Зупинка в пустелі».
Аби завадити радянській владі знову звинуватити поета в неробстві, 1965 року Корній Чуковський і Борис Бахтін запропонували прийняти поета в профгрупу Ленінградського відділення Спілки письменників СРСР, що допомогло Бродському уникнути подальших звинувачень у неробстві. Однак 1972 року його пообіцяли знову ув'язнити або повторно запроторити до психлікарні. Запрошення для поета взяти участь у Міжнародному фестивалі поезії в Лондоні ще більше сприяло тиску влади.

### Ймовірне відвідування України у 1971 році
Існує ймовірність що Бродський відвідував Україну у 1971 році, оскільки є свідчення про нібито участь його у зйомках у радянському фільмі «Потяг у далекий серпень» в Одесі на Одеській кіностудії, де Бродський начебто грав роль комісара.

### Позбавлення громадянства та еміграція
Він тут бував: іще не в галіфе —

в пальті із драпу; стриманий, сутулий,

що згодом всіх завсідників кафе

пересадив од імені культури.

Він цим помстився начебто (не їм,

а Часові) за бідність і підказки,

за каву кепську, за нудьгу й поразки

тим, хто в очко відважно бився з ним.

І час поглинув помсту цю. Тепер

тут людно, галас, голосно сміються,

грім платівок. Та щось штовха тебе,

перш ніж за столик сісти, озирнутись.

Пластмаса всюди, нікель — від і до;

у кремів — присмак бромистого натру.

Він часом, по виставі із театру

йдучи, буває тут — інкогніто.

Коли він входить, всі вони встають.

Одні — по службі, решта — то від щастя.

І порухом долоні від зап’ястя

він повертає затишок всьому.

Він каву п’є — вже зовсім не таку,

й рогалик їсть у кріслі з інтересом, —

такий смачний, що й мертвим до смаку

припав би, коли б мертві ті воскресли. 
" Одному тиранові", січень 1972, 
Перекл. Юрій Буряк
Незабаром, під тиском радянських посадовців був змушений залишити СРСР. Цьому сприяли «рекомендації» й «дозволи» емігрувати до Ізраїлю. 4 червня 1972 року, після позбавлення радянського громадянства, покинув СРСР та вилетів до Відня, де відбулась зустріч з давнім приятелем, американським професором-славістом К. Проффером. Проффер на перших порах допомагав адаптуватися до умов західного світу, запропонувавши місце викладача у Мічиганському університеті (США).
Емігрантський період життя був небагатим на бурхливі зовнішні події. Бродський викладав історію російської літератури у коледжах та університетах США, багато писав (вірші — російською, есеїстику — переважно англійською), намагався популяризувати поезію в американському суспільстві. На чужині побачили світ поетичні збірки: «В Англії» (1977), «Кінець прекрасної епохи» (1977), «Частина мови» (1977), «Римські елегії» (1982), «Нові станси до Августи» (1983), «Уранія» (1987), що сприяло визнанню — свідченням чого стало отримання Ордену Почесного легіону у Франції. Оселився Бродський врешті-решт у Нью-Йорку — оскільки не уявляв свого існування без морського краєвиду за вікном.

### Нобелівська премія та останні роки
У жовтні 1987 року Шведською королівською академією названий лауреатом Нобелівської премії з літератури. Значною мірою світовій славі посприяла орієнтація на російську і англомовну традицію: у промові перед Нобелівським комітетом з вдячністю були згадані О. Мандельштам, M. Цвєтаєва, А. Ахматова, P. Фрост і В. X. Оден. 1992 р. став поетом-лауреатом Бібліотеки Конгресу США.
Наприкінці 1980-х років вірші Й. Бродського почали публікуватися в СРСР, а потім у Росії.
Інтелектуально-філософські тексти позначені постмодерністською мозаїчністю художнього світу, зорієнтовані на відтворення буття і космосу людського духу, насичені історичними та культурологічними ремінісценціями, що гармонійно поєднуються із зображенням світу речей.
У останні роки життя розпорядився закрити свій особистий архів на 50 років після смерті (до 2046 року). Останню волю поета виконують, що заважає повністю відтворити біографію поета.
Помер уночі 28 січня 1996 року внаслідок четвертого інфаркту. Похований у Венеції — місті, яке любив і якому присвятив чимало віршів.
У Росії, серед іншого, видана книжка Л. Лосєва у серії Жизнь замечательных людей про Бродського.

## Українофобські погляди
На думку українського письменника Василя Махна «як свідчить його прізвище — предки Бродського, по батьковій лінії, походять з українського міста Броди. Отже, якийсь сентимент по відношенні до України він міг би мати, але не мав».
Згідно з багатьма істориками, незважаючи на та те, що Бродський мав антирадянські погляди, за які він зрештою й змушений був покинути Радянську Росію та емігрувати в США, він, з усім тим, мав яскраво виражені російськоімперські погляди, що виливалося у його несприйняття існування українців як окремої від росіян нації. За словами російського літературознавця та біографа й друга Бродського Льва Лосєва, Бродський вважав Україну «єдиним культурним простором з Великоросією», а польський історик Ірена Ґрудзінська-Ґросс у своїй книзі «Мілош та Бродський» (2007) підкреслювала, що Бродський твердо вірив, що Україна є і завжди була «невіднятною частиною „Великої Росії“». За словами Ґрудзінської-Ґросс, «про російський патріотизм Бродського свідчить також … вірш „Народ“ і інший вірш „Щодо незалежності України“, що атакують Україну з імперіяльних та великоросійських позицій».
1985 року, ще до написання скандального українофобського вірша «Щодо незалежності України», вступив у полеміку із чесько-французьким поетом Міланом Кундерою, де неприховано показав свою російськоімперську сутність.
Найвідомішим публічним проявом українофобії Бродського став вірш «Щодо незалежності України», написаний, орієнтовно, 1992 року. У цьому вірші Бродський з сарказмом описав здобуття Україною незалежності у 1991 році та лаяв борців за незалежність України за те, що вони відмовляються від російської мови. Цей вірш Бродський не надрукував у жодній прижиттєвій збірці, і, до своєї смерті у 1996 році, встиг прочитати лише декілька разів на різних москвофільських та юдофільських зібраннях в Америці. Зокрема, є документальні докази, що Бродський прочитав цей вірш 30 жовтня 1992 року на сольному вечорі у залі Пало-Альтівського єврейського центру та 28 лютого 1994 року перед групою російської діаспори у нью-йоркському університеті Квінсі-коледж. Через цей вірш критики вбачали у Бродського прояви російського шовінізму та звинувачували його в українофобії та расизмі.

## Англомовний Бродський
Хоча англійська не була рідною мовою поета, але жити та працювати викладачем у Сполучених Штатах, не знаючи мови, було неможливо. Дослідники творчості Бродського підрахували, що англійською мовою він створив сімдесят три вірші. Англійська поетична мова Бродського викликала дискусії — її схвалювали за гумор, за християнську тематику, але помічали, що рима пласка, мова, за її технічної віртуозності, занадто збагачена повсякденними словами. За словами перекладача Андрія Олеара, роман поета Бродського з англійською не був завершеним.

## Родина та стосунки
В СРСР, починаючи з 1962 року, у Бродського був інтимний роман із Мариною (Маріанною) Басмановою; 1967 року пара народила сина Андрія.
1972 року від Марії (Маріанни) Кузнєцової у Бродського народилася донька Анастасія.
В еміграції Бродський 1990 року одружився з Марією Соццані; 1993 року мав від неї доньку Анну.

## Переклади українською
Твори Бродського у перекладі українською друкувалися в журналах Вітчизна, Всесвіт тощо. Вірш «Стрітення» (Сретенье) також переклав Дмитро Куренівець.
- Йосиф Бродський у Перекладах Юрія Буряка. — Київ: Журнал «Вітчизна», № 1—2, 2008.
- Листи до римського друга. Київ: Журнал Всесвіт. — 2010. — № 5-6. — С. 4—7.
- Юрій Буряк. Збірка «Коло навколо». Київ: Українські пропілеї, 2011 р., с. 672—698.
- Бродський Й.О. Переклади на українську на сайті «Читаємо рідною мовою».